# Tye Olson
Tye Alyn Olson (Crosby, 25 maggio 1987) è un attore e modello statunitense.

## Biografia
Tye Olson nasce a Crosby in Minnesota da Allen and Rebecca Olson. Trascorre la sua infanzia partecipando a performance teatrali scolastiche e locali dove scopre il suo interesse per la recitazione. All'età di 13 anni si trasferisce con la famiglia a Bemidji, sempre in Minnesota, dove scopre il suo interesse per la danza. Frequenta la Bemidji High School e ha intenzione di andare all'Università del Minnesota per diventare architetto, ma viene contattato da uno scout di modelli e parte per New York dove coltiva i suoi talenti.
Dopo quattro mesi, entra a far parte del cast del film Watercolors a fianco di Karen Black e Greg Louganis e recita anche nel film Brother's War, diretto da Jerry Buyten. Tye ha anche l'opportunità di lavorare insieme a Marcia Wallace, Alexandra Paul, Elaine Hendrix e Jasmine Guy nel film Tru Loved, diretto dal premiato regista Stewart Wade. 
Tye è apparso anche in alcuni video musicali delle band Hellogoodbye, Fall Out Boy e Blue October. Nel tempo libero, Olson ama leggere copioni, allenarsi, ballare, stare all'aria aperta e trascorrere del tempo con amici e parenti.

## Filmografia

### Cinema
- Cougar Club, regia di Christopher Duddy (2007) - non accreditato
- Out at the Wedding, regia di Lee Friedlander (2007)
- South of Pico, regia di Ernst Gossner (2007)
- Tru Loved, regia di Stewart Wade (2008)
- Watercolors, regia di David Oliveras (2008)
- Brother's War, regia di Jerry Buteyn (2009)
- Gay Baby, regia di Kevin Patrick Kelly - cortometraggio (2010)

### Televisione
- United States of Tara – serie TV, episodi 2x01 - 2x03 (2010)